# ドクターストップ
ドクターストップとは、医師が患者に対して、病状の悪化、死亡や後遺障害を防ぐために、なんらかの行動を禁止することをいう。

## 概要
和製英語であり、英語では「医者の（止めるように言われた）指示」を意味する doctor's orders (to stop) と明確に言う。
この言葉はボクシングの試合で使用され、負傷選手の試合続行不能を医師が判断する。
スポーツ選手などで、それ以上競技を続けたら、生命に危険が及ぶ場合などに出されることが多い。その際には試合中止や試合出場停止を諫言する。
転じて健康面では飲酒や喫煙の中止勧告がなされる。眼科医の場合、オンラインゲームをやめるよう警告する場合もある。
障害者の場合、障害および障害に伴う疾患の悪化を防ぐ目的で、労働を含めた行動の禁止を指導することがある。ミュージシャンのレディー・ガガは、2013年にコンサートツアー中の怪我により車椅子生活を送り、担当医から休養するようにドクターストップがかかった。
アリアナ・グランデは「お医者様から今夜のショーへのOKが出なかったわ」と告知し、ドクターストップにより2017年のベトナム公演を中止せざるを得なかった。
2020年の日本においては、第4次安倍内閣の内閣総理大臣安倍晋三が、持病の潰瘍性大腸炎が悪化し、内閣総理大臣辞任に至ったケースを日本のジャーナリズムが「ドクターストップ」と報じることがあった。2007年の総理大臣辞任の際には、安倍晋三から持病に関する言及はなく、辞任の翌日に入院、翌々日に病院内の記者会見で体調悪化に言及しただけで、ドクターストップが示唆されるにとどまった。
この用語と同じく「ホームドクター（home doctor）」は、かかりつけ医のことをいう和製英語であり、英語では "family doctor" と言う。また、スポーツチーム専属の医師「チームドクター（team doctor）」、ドクターヘリ搭乗の医師「フライトドクター（flight doctor）」なども和製英語である。しかしスポーツ医のことを言う「スポーツドクター（sports doctor）」は和製英語ではなく、英語でも "sports doctor" と表現する。